# Edições Pirata
Edições Pirata foi uma editora de livros pernambucana, fundada em 1979 e coordenada por Jaci Bezerra, que lançou centenas de livros de autores em especial daqueles originários da Geração 65. As Edições Pirata buscava "sistematizar a clandestinidade, a pirataria cultural" e aceitava "todos os autores-piratas", com ênfase aqueles frutos da Geração 65.
Segundo os então responsáveis pela editora, ela pretendia produzir poesia para lançamentos coletivos, "da massa, não da elite dos poetas". E justificavam: "Se a gente desengaveta todas essa poesia brasileira fica, ao menos, sem ilusões quanto à qualidade de sua subterrânea produção. É preciso tê-la diante dos olhos para questioná-la e só assim alguns estereótipos nacionais, como 'o poeta é um alienado', poderão ser revistos por atitudes críticas globalizantes, mais preocupados com a localização social da poesia contemporânea". 
Realizava lançamentos em conjunto com diversas obras, por vezes até dezenas. Para isso, alguns espaços eram utilizados, como a Livraria Livro Sete, que era localizada na rua Sete de Setembro, no bairro de Boa Vista, Recife. Tal como registra Sebastião Vila Nova, em sua estreia, em agosto de 1979, fez o lançamento de sete livros: Sonâmbulos, de Domingos Alexandre, Os cães da sina, de Almir Castro Barros, Narkosis, de Montez Magno, Sobre esta cidade de rios, de Celina de Holanda, Nascente de punhos, de Sérgio Bernardo, Dez Poemas políticos, de Alberto Cunha Melo, e Pomar, de Arnaldo Tobias. Segundo Vila Nova, a Pirata contava com o apoio de jovens voluntários e que seus lançamentos eram realizados sem sectarismos, nem intolerâncias, e "sem dogmatismos de qualquer espécie" e que as publicações da editora foram um dos mais importantes acontecimentos culturais de Pernambuco.
A repercussão das atividades da editora foi grande. O jornalista Marcus Antônio Prado elogiou e descreveu em detalhes os trabalhos da editora, dando o seguinte título à sua coluna: "Edições Pirata - o maior acontecimento subcultural do País", publicando, também, a capa dos livros que estavam sendo lançados.
O Diário de Pernambuco festejou, na véspera dos lançamentos, o evento com uma reportagem de página inteira sobre o assunto. Trouxe também uma entrevista com a escritora Celina de Holanda e alguns versos da autoria dela. No dia seguinte ao primeiro lançamento de livros em conjunto, o jornalista Sebastião Vila Nova relatou o evento e informou que fora muito movimentado. Segundo ele, "a filosofia que orienta o trabalho dos "piratas" que tomaram a iniciativa de publicar poetas que não têm editoras para divulgar o seu trabalho, filosofia caracterizada pela abertura a toda a poesia, ou melhor, a todo poeta, sem discriminar correntes, tendências e filiações estéticas ou de qualquer outro tipo, avessa a qualquer espécie de intolerância, tanto a passadista quanto a vanguardista". Afirmou ainda que a tiragem inicial dos livros foi de duzentos e cinquenta exemplares cada livro e que o trabalho editorial foi feito como em um mutirão. 
Em agosto de 1980, a editora lançou livros de vinte autores: Estações do Segredo, de Suzana Brindeiro, Os Sonetos, de Carlos Moreira, Pernambucania II, de Mouro Motta, Terra Arada, de Eugênia Menezes, Jogo de Trevas, de Flávia Suassuna, Os Pastos de Minha Lembrança, de Jaci Bezerra, Eros, de Léa Tereza Lopes, Esquinas, de Manoel Constantino, O jogo de sinuca, de Clodomir Monteiro, Malabarismo Crônico, de Eduardo Diógenes, Cantoria, de Olímpio Bonald Neto, Nem os Frutos Maduros, de Taiz Fernandes, Carmina Convivália, de Wilson Rocha, Cordão dos Bichos, de Pelópidas Soares, Poemas, de Clara Angélica, Êxtase, de José Carlos Targino, Os Quatro Pés da Mesa Posta, de Marcelo Melo, Fábula/Fábula, de Sanderson Negreiros e No Tempo do Nosso Tempo, diversos. 